# Et s'il fallait le faire
Chansons représentant la France au Concours Eurovision de la chanson
Divine
(2008) Allez ola olé
(2010)
Singles de Patricia Kaas
Toute la musique que j'aime
(2005) Kabaret
(2009)
Pistes de Kabaret
Je t'aime encore
(10) Mon piano rouge
(12)
Et s'il fallait le faire est une chanson interprétée par Patricia Kaas. C'est le premier simple extrait de son album Kabaret. Elle est composée par Fred Blondin et écrite par Anse Lazio. C'est avec cette chanson que Patricia Kaas défend les couleurs de la France au Concours Eurovision de la chanson 2009, à Moscou.
Un choix qui semble consensuel, puisqu’il s’agit de la chanson plébiscitée et choisie par des internautes à la suite d'un concours en ligne pour être le premier extrait de son nouvel album.
Il s'agit de la troisième chanson interprétée lors de cette soirée, après Noa et Mira Awad qui représentent Israël avec There Must Be Another Way et avant Malena Ernman qui représentent la Suède avec La Voix. À l'issue du vote, elle obtient 107 points, se classant huitième sur vingt-cinq chansons,, malgré des sondages qui la donnent gagnante et plusieurs ovations du public au moment de la chanson.

## Classements
| Classement (2009)               | Meilleure position |
| ------------------------------- | ------------------ |
| Belgique (Flandre Ultratip 100) | 21                 |
| Belgique (Wallonie Ultratip 50) | 18                 |
| France (SNEP)                   | 41                 |